# Прикордонний пункт Краківець-Корчова
Прикордонний пункт Краківець-Корчова — україно-польський автомобільний прикордонний пункт, розташований у Підкарпатському воєводстві, у Ярославському повіті, у гміні Радимно, у місті Корчова. До перетину доходить українська міжнародна дорога М10 з польської сторони польська автомагістраль А4, а також національна дорога 94.

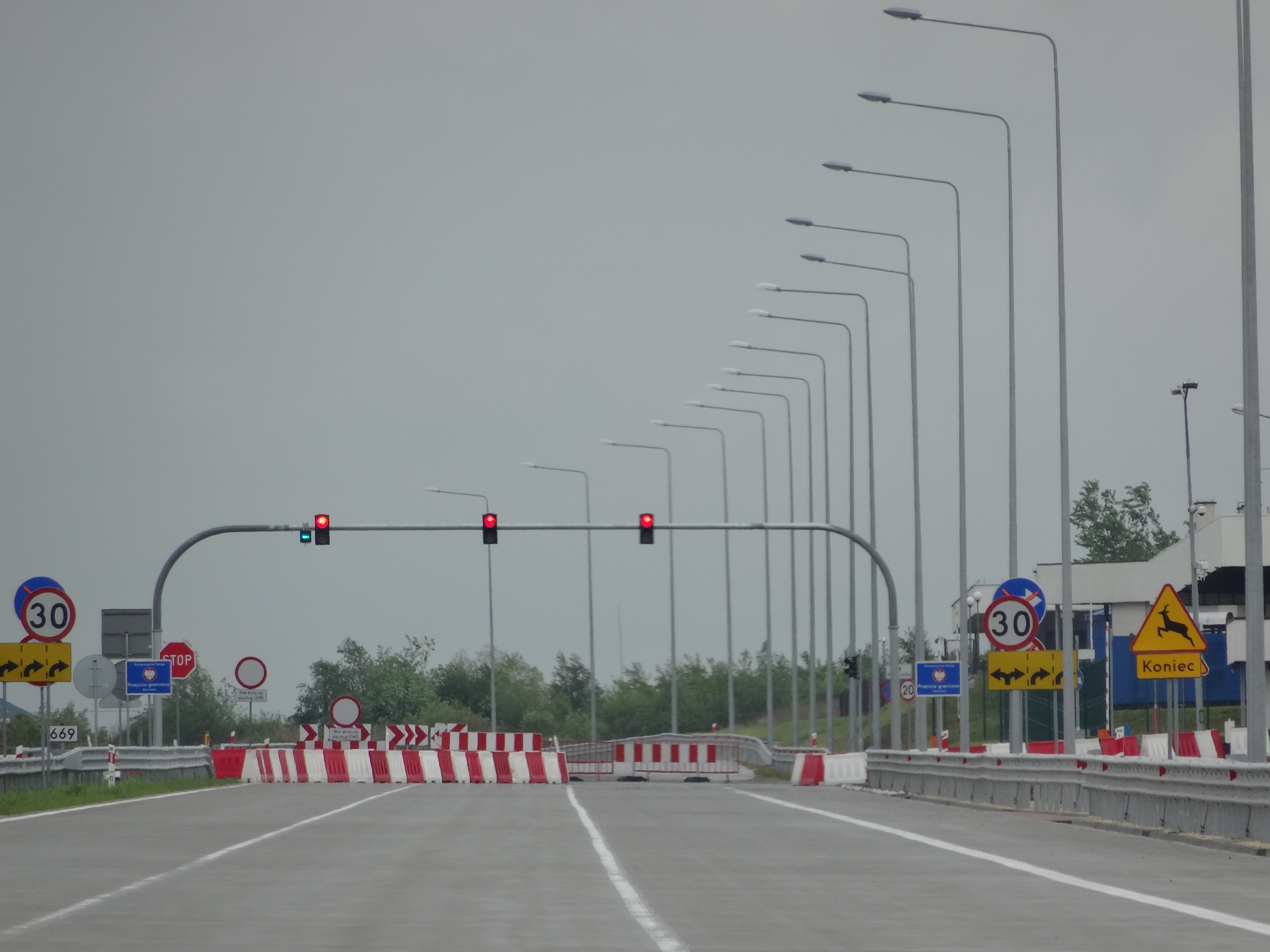
В'їзд з автомагістралі A4 (2014)

Прикордонний автомобільний пункт Млини спочатку був створений лише для спрощеного прикордонного руху. Пасажирські перевезення дозволяли за перепустками для громадян Польщі та України. Органи прикордонної служби здійснювали прикордонне та митне оформлення. Потім, завдяки угоді між Урядом України та Урядом Республіки Польща, 3 січня 1998 року було створено громадський прикордонний пункт Краківець-Корчова який відкритий 24/7. Дозволяється переміщення людей і транспортних засобів, а з 15 лютого 2000 року — товарів незалежно від національності, спочатку спрощено прикордонний рух за перепустками, а потім змінено на місцевий прикордонний рух. Перетин кордону обслуговує Львівський прикордонний загін.